# Округ Биб (Џорџија)
Округ Биб (енгл. Bibb County) је округ у америчкој савезној држави Џорџија.

## Демографија
По попису из 2010. године број становника је 155.547, што је 1.66 (1,1%) становника више него 2000. године.
| Група             | 2000.          | 2010.          |
| Белци             | 76.262 (49,6%) | 65.494 (42,1%) |
| Афроамериканци    | 72.818 (47,3%) | 81.116 (52,1%) |
| Азијати           | 1.658 (1,1%)   | 2.531 (1,6%)   |
| Хиспаноамериканци | 2.023 (1,3%)   | 4.389 (2,8%)   |
| Укупно            | 153.887        | 155.547        |